# Michael von der Leyen
Johann Kaspar Michael von der Leyen (* im 16. Jahrhundert; † 27. November 1577) war ein kurkölnischer und kurtrierischer Rat sowie Domherr in Münster.

## Leben
Johann Kaspar Michael von der Leyen entstammte dem moselländischen Adelsgeschlecht von der Leyen. Er war der Sohn des Bartholomäus von der Leyen (1485–1540, kurkölnischer Rat, Kanzler, Hofmeister und Amtmann in Andernach) und dessen Gemahlin Katharina von Palandt (1490–1554). Sein Bruder Johann (1510–1567) war Erzbischof und Kurfürst von Trier, Bartholomäus Domdechant in Trier und Domherr in Münster und Georg Domherr in Trier sowie Archidiakon in Trier und Karden. Im Jahre 1528 kam es zwischen Michael und dem späteren Domherrn Arnold de Bever und 1532 mit dem Domherrn Johann von Visbeck zu einem Streit um die Präbende des verstorbenen Domherrn Florenz von Langen. Das Domkapitel beendete diesen Konflikt, indem für Arnold eine weitere Präbende eingerichtet wurde. Am 10. Juni 1559 verzichtete Michael zugunsten seines Bruders Bartholomäus und heiratete im Jahre 1560 Eva von Pallandt († 1569). Aus der Ehe gingen zwei Töchter und der Sohn Damian († 1636, ⚭ Anna Katharina Walpott von Bassenheim) hervor. Sie waren die Großeltern der Kurfürsten Karl Kaspar und Damian Hartard.
Michael war Amtmann zu Kobern und ab 1560 kurkölnischer und kurtrierischer Rat. Die Burg Adendorf war in seinem Besitz.
Er wurde zum Stammvater der späteren Fürsten von der Leyen.